# Ludwik Zieleniewski
Ludwik Hiacynt Zieleniewski (ur. 15 sierpnia 1819 w Krakowie, zm. 19 września 1885 tamże) – polski konstruktor i wynalazca, przemysłowiec, pionier przemysłu maszyn i narzędzi rolniczych w Galicji, działacz społeczny.

## Życiorys
Był synem Antoniego Zieleniewskiego, warszawskiego kowala, który przeniósł się do Krakowa. Jego brat to Michał Zieleniewski, lekarz zdrojowy w Krynicy.
Kształcił się na aptekarza. Kowalstwa uczył się w warsztacie ojca. W 1831, po śmierci ojca, Ludwik przejął warsztat i przekształcił go w Fabrykę Narzędzi Gospodarczo - Rolniczych i Machin Przemysłowych. Kierując fabryką stale ją unowocześniał. Od 1848 produkował maszyny rolnicze.
Był członkiem krakowskiego Towarzystwa Strzeleckiego. W 1857 zdobył tytuł Króla Kurkowego, a w latach 1868 i 1872 pełnił funkcję drugiego marszałka tej organizacji. W 1873 zostaje pierwszym marszałkiem Krakowskiego Towarzystwa Strzeleckiego. Był członkiem Rady Miejskiej Krakowa, pełnił funkcję wiceprezesa Sekcji Przemysłowej Izby Handlowej i Przemysłowej w Krakowie.
Został pochowany w grobowcu rodzinnym na cmentarzu Rakowickim w Krakowie (pas 22).

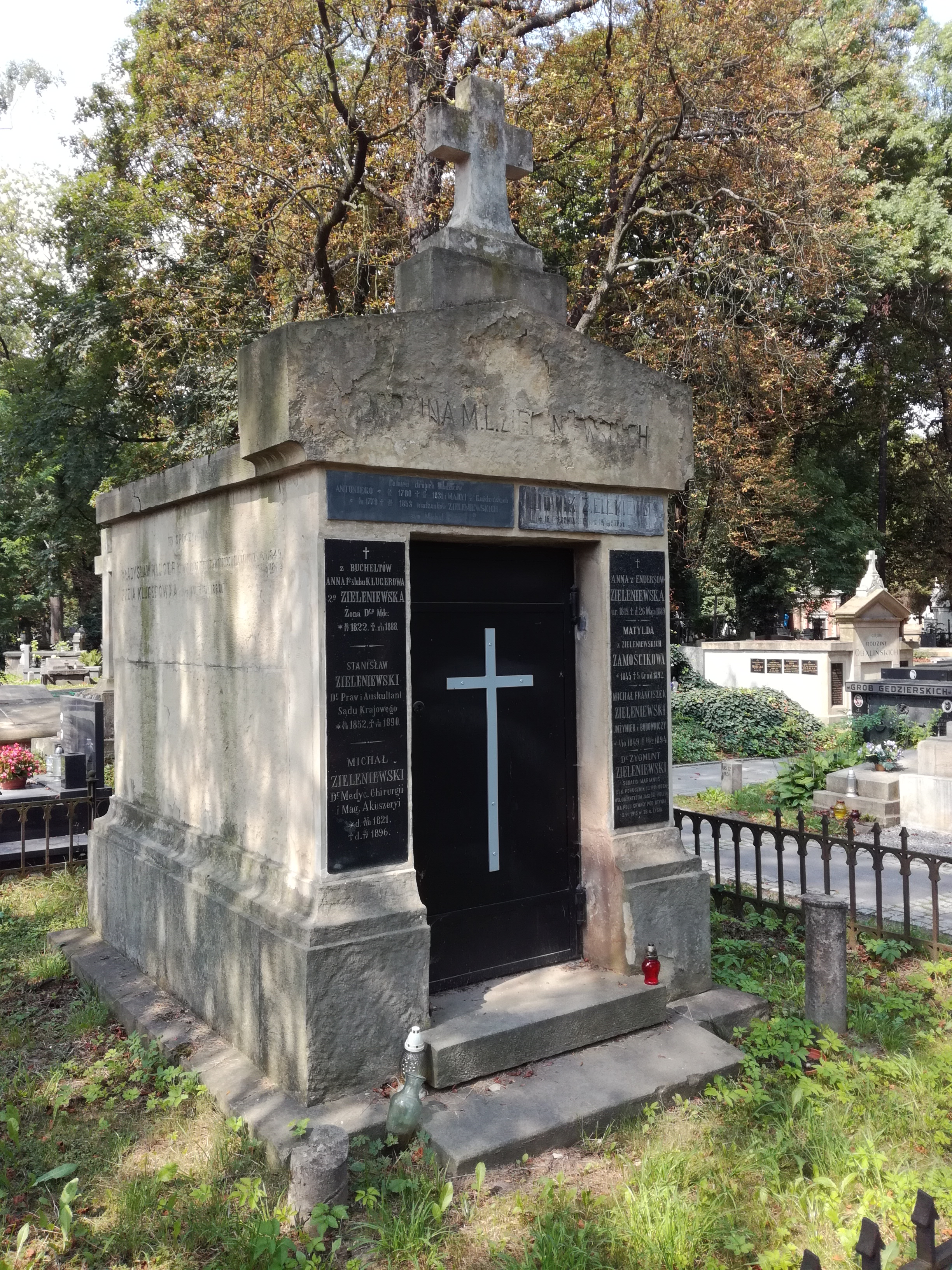
Grobowiec Ludwika Zieleniewskiego na cmentarzu Rakowickim

Jego nazwisko nosi pierwsza w Krakowie i jedna z pierwszych w Polsce fabryka pracująca bez przerwy do naszych czasów - Zakłady Budowy Maszyn i Aparatury im. L. Zieleniewskiego.
Jego synowie Leon i Edmund przejęli rodzinną fabrykę.
Oryginalny budynek kuźni L. Zieleniewskiego zachował się przy ul. św. Krzyża. 9.09.2009 r. podczas prac remontowych runęła znaczna część jego fasady.

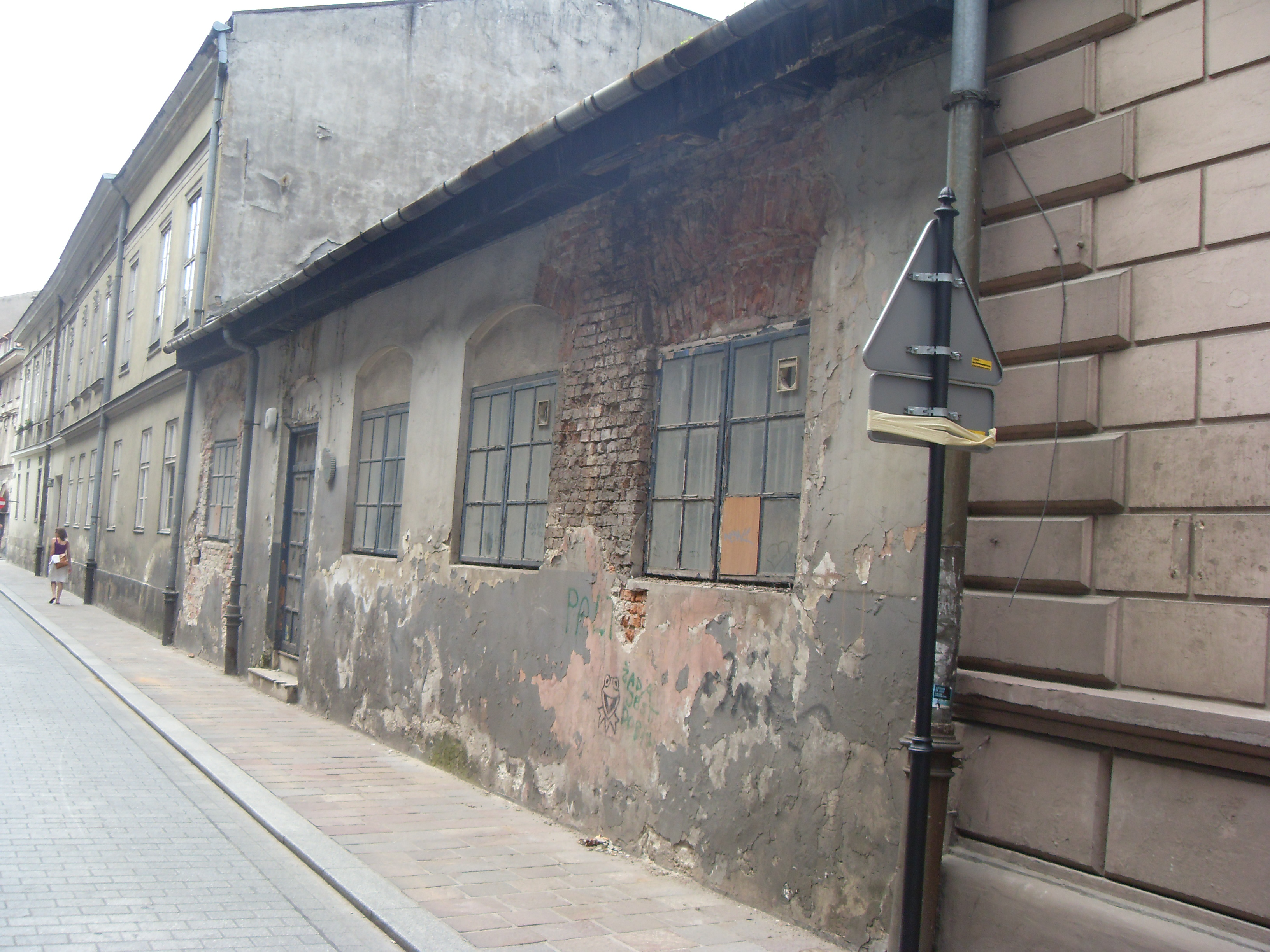
Dawna Kuźnia Zieleniewskich - widok od frontu przed katastrofą budowlaną z dnia 9.09.2009 r.
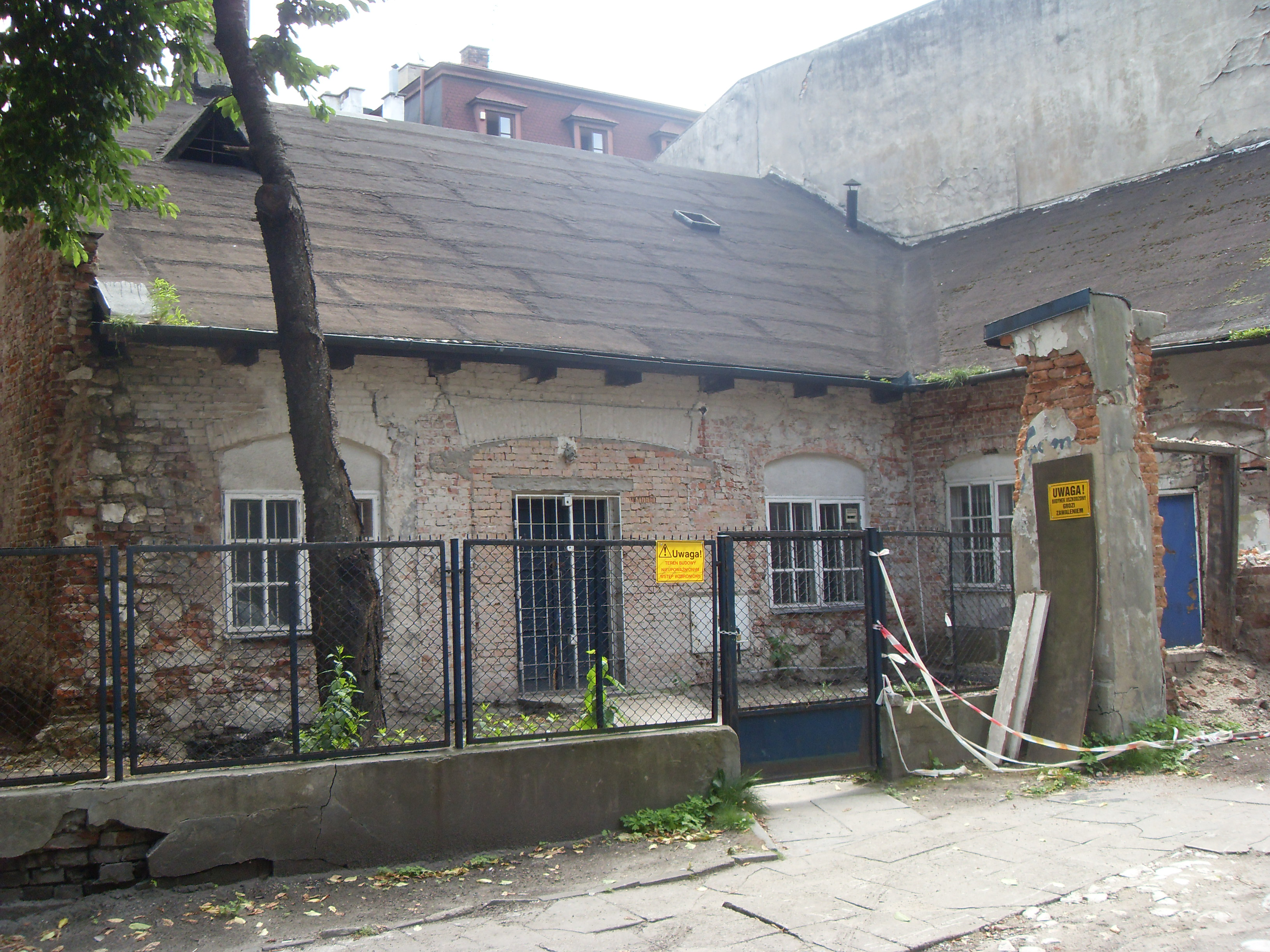
Dawna Kuźnia Zieleniewskich - widok od podwórka
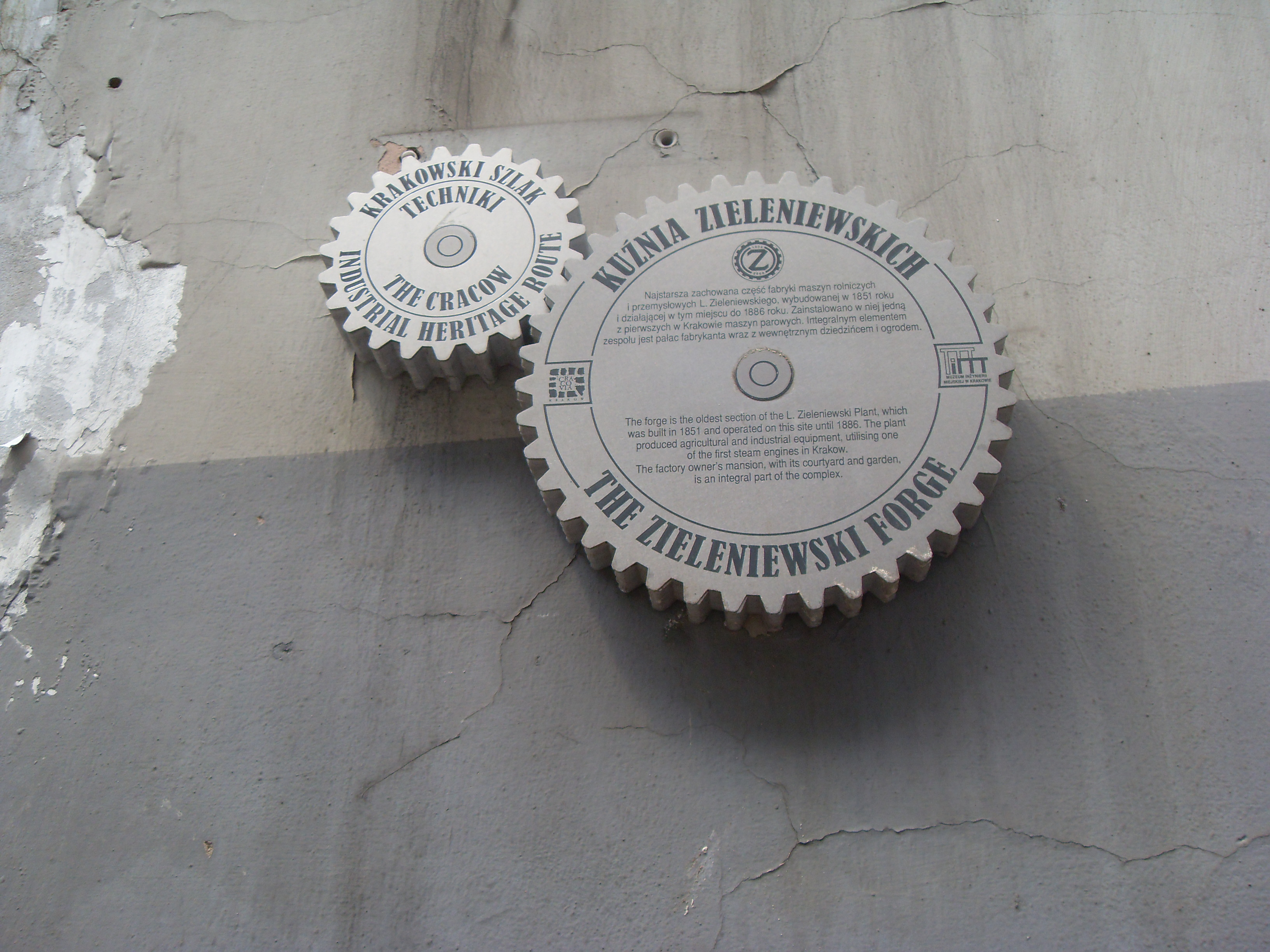
Dawna Kuźnia Zieleniewskich - tablica Krakowskiego Szlaku Zabytków Techniki